# Amegilla wallacei
Amegilla wallacei là một loài Hymenoptera trong họ Apidae. Loài này được Cockerell mô tả khoa học năm 1907.